# Cryptoceloidea
Super-famille
Les Cryptoceloidea sont une super-famille de vers plats marins du sous-ordre des Acotylea (ordre des Polycladida).

## Systématique

### Super-famille des Cryptoceloidea
Le nom valide complet (avec auteur) de ce taxon est Cryptoceloidea Bahia (d), Padula (d) & Schrödl (d), 2017,.
Toutefois la base de données World Register of Marine Species (18 novembre 2023) considère cette super-famille comme un synonyme junior de la super-famille des Discoceloidea, tout en présentant ces deux super-familles de manière distincte, avec leur propre liste de familles. La même distinction entre ces deux super-familles est faite dans les articles correspondants.
La super-famille des Cryptoceloidea a pour synonyme Ilyplanoidea Faubel, 1984, considérée comme invalide.

### Liste des familles
Selon la base de données World Register of Marine Species (18 novembre 2023), la super-famille des Cryptoceloidea regroupe les familles suivantes :
- Discocelididae Laidlaw, 1903
- Plehniidae Bock, 1913
- Polyposthiidae Bergendal, 1893

Synonymes, reclassements
- Cryptocelididae Laidlaw, 1903 est acceptée comme Cryptocelidae Laidlaw, 1903. Cependant ces deux familles ne sont pas unifiées dans World Register of Marine Species (18 novembre 2023)[1] : elles ont leur propre liste de genres et appartiennent à des super-familles différentes. La même distinction entre ces deux familles est faite dans les articles correspondants.